# ヘレーネ・アーデルハイト・フォン・シュレースヴィヒ＝ホルシュタイン＝ゾンダーブルク＝グリュックスブルク
ヘレーネ・アーデルハイト・フォン・シュレースヴィヒ＝ホルシュタイン＝ゾンダーブルク＝グリュックスブルク（ドイツ語: Helene Adelheid von Schleswig-Holstein-Sonderburg-Glücksburg, 1888年6月1日 - 1962年6月30日）は、デンマーク王子ハーラルの妻。
第2次世界大戦中は義兄のデンマーク王クリスチャン10世とは対照的に占領者ナチス・ドイツの協力者となり、戦後デンマークから追放された。

## 生涯
グリュックスブルク公爵家の家長フリードリヒ・フェルディナントと、アウグステンブルク公爵家家長で名目上のシュレースヴィヒ＝ホルシュタイン公であるフリードリヒ8世の娘カロリーネ・マティルデの間の三女として生まれた。母の姉アウグステ・ヴィクトリアはドイツ皇帝ヴィルヘルム2世の皇后、長姉のヴィクトリア・アーデルハイトはザクセン＝コーブルク＝ゴータ公カール・エドゥアルトの妃である。
1909年4月28日にデンマーク王フレゼリク8世の三男で又従兄のハーラル王子と結婚し、5人の子女をもうけた。
ヘレーネは1940年にナチス・ドイツがデンマークを占領したとき、ドイツ軍の占領を歓迎したことでデンマーク国民の多くから嫌われた。ヘレーネはデンマーク王家の中で唯一の対独協力者であり、好んでドイツの軍人主催のパーティーに出席し、母国ドイツの人々と親交を深めた。ヘレーネの交際関係を切り盛りしていた従者のパウル・ダルはコペンハーゲン駐在のアプヴェーアと通じており、戦後はスパイ容疑で有罪となっている。
1942年、対独協力者で組織されたデンマーク義勇軍の将軍クリスチャン・フレゼリク・フォン・シャルブルクがロシア戦線で戦死した際、国王クリスチャン10世が出席を拒否したシャルブルクの追悼式典に、国王の義妹であるヘレーネが出席したことは大いに問題とされた。また同年、ヘレーネは娘婿でクリスチャン10世の次男であるクヌーズ王子に、父王にナチス党員がデンマーク政府の官職に就くのを許可するよう説得してほしいと、頼み込んだ。
ヘレーネはいわゆる正規の「ナチスの手先」とは見なされなかったが、ナチスの情報提供者であり、ナチスの情報収集のための連絡員だと思われていた。戦後、ヘレーネは裁判にこそかけられなかったものの、デンマーク王室は彼女の存在を抹殺すべく1945年5月30日に彼女を国外へ追放した。ヘレーネはドイツの実家グリュックスブルク城で、自宅軟禁状態に置かれたが、夫ハーラルが重病となったことをきっかけに1947年にデンマークに戻ることを許された。夫の死後はコペンハーゲンを離れ、郊外で余生を送った。

## 子女
- フェオドラ・ルイーセ・カロリーネ・マティルデ・ヴィクトリア・アレクサンドラ・フレゼリゲ・ヨハネ（1910年 - 1975年）- 1937年、シャウムブルク＝リッペ侯子クリスティアンと結婚
- カロリーネ＝マティルデ・ルイーセ・ダウマー・クリスティアーネ・モート・アウグスタ・インゲボー・テューラ・エーゼルハイト（1912年 - 1995年） - 1933年、デンマーク王子クヌーズと結婚
- アレクサンドリーネ＝ルイーセ・カロリーネ・マティルデ・ダウマー（1914年 - 1962年） - 1937年、カステル＝カステル伯爵ルイトポルトと結婚
- ゴーム・クリスチャン・フレゼリク・ハンス・ハーラル（1919年 - 1991年）
- オーロフ・クリスチャン・カール・アクセル（英語版）（1923年 - 1990年） - 継承権放棄